# Lista de episódios de Space Cobra
A série de anime Space Cobra é baseada no mangá Cobra escrito e ilustrado por Buichi Terasawa. A série foi dirigida por Osamu Dezaki e produzida pela TMS Entertainment. O enredo da série gira em torno de Cobra, um pirata espacial que desfruta de uma vida de aventuras ao lado sua parceira ginoide Armaroid Lady.
Space Cobra foi transmitido originalmente pela Fuji TV entre 7 de outubro de 1982 e 19 de maio de 1983.  Posteriormente, todos os episódios foram compilados em DVDs e lançados em uma coletânea em 2000.

## Episódios
| #  | Título                                                                                             | Estreia                 |
| -- | -------------------------------------------------------------------------------------------------- | ----------------------- |
| 1  | "Ressurgimento! A Psychogun" "Fukkatsu! Saikogan (復活!サイコガン)"                                | 7 de outubro de 1982    |
| 2  | "Bizarro! Jigoba" "Kikai! Jigoba (奇怪!ジゴバ)"                                                    | 14 de outubro de 1982   |
| 3  | "Velho Inimigo! Crystal Boy" "Shukuteki! Kurisutaru Bōi (宿敵!クリスタル・ボーイ)"                 | 21 de outubro de 1982   |
| 4  | "Fuga!! A Penitenciária Sidoh" "Dassō!! Shido Keimusho (脱走!!シド刑務所)"                         | 28 de outubro de 1982   |
| 5  | "Mistério! Quem é o Melhor Franco-atirador?" "Nazo Kyōteki Sunaipā wa? (謎!強敵スナイパーは?)"     | 4 de novembro de 1982   |
| 6  | "A Identidade do Feiticeiro!!" "Majutsushi no Shōtai!! (魔術師の正体!!)"                           | 11 de novembro de 1982  |
| 7  | "A Vingança de Jane!" "Jiēn no Ada! (ジェーンの仇!)"                                               | 18 de novembro de 1982  |
| 8  | "Confronto Final! Cobra vs. Boy" "Gekitō! Kobura tai Bōi (激闘!コブラ対ボーイ)"                    | 25 de novembro de 1982  |
| 9  | "Aparecem!! Os Piratas Snow Gorillas" "Shutsugen!! Kaizoku Sunō Gorira (出現!!海賊スノウ・ゴリラ)" | 2 de dezembro de 1982   |
| 10 | "O Segredo da Tatuagem" "Irezumi no Himitsu (イレズミの秘密)"                                      | 9 de dezembro de 1982   |
| 11 | "Zados, o Planeta de Areia" "Suna no Wakusei Zadosu (砂の惑星ザドス)"                              | 16 de dezembro de 1982  |
| 12 | "Incrível, a Ultimate Weapon" "Osorubeshi Saishūheiki (恐るべし最終兵器)"                          | 23 de dezembro de 1982  |
| 13 | "A Roleta da Morte" "Shi no Rūretto (死のルーレット)"                                              | 30 de dezembro de 1982  |
| 14 | "O Grande Rei Demônio: Galtan" "Dai Ma Ō Garutan (大魔王ガルタン)"                                 | 6 de janeiro de 1983    |
| 15 | "O Dragão de Cristal é Meu Amigo!" "Ryū Suishō no Tomoyo! (竜水晶の友よ!)"                         | 13 de janeiro de 1983   |
| 16 | "No Inferno! Rugball!" "Jigoku e! Ragubōru (地獄へ!ラグ・ボール)"                                  | 20 de janeiro de 1983   |
| 17 | "O Time dos Trapaceiros" "Narazumono Chīmu (ならず者チーム)"                                       | 27 de janeiro de 1983   |
| 18 | "Jogo Mortal! Às 0078 Horas" "Desugēmu! 0078 Ji (デスゲーム!0078時)"                               | 3 de fevereiro de 1983  |
| 19 | "Será!? O Home Run da Virada" "Naruka!? Gyakuten Hōmu Ran (なるか!?逆転ホームラン)"                | 10 de fevereiro de 1983 |
| 20 | "Duelo Mortal! Medo do Mar de Areia" "Shitō! Suna no Umi no Kyōfu (死闘!砂の海の恐怖)"             | 17 de fevereiro de 1983 |
| 21 | "Os Dois Reis da Espada" "Futari no Sōdo Ō (二人のソード王)"                                       | 24 de fevereiro de 1983 |
| 22 | "Visitantes do Subterrâneo" "Chitei no Kyaku (地底の客)"                                           | 3 de março de 1983      |
| 23 | "O Túmulo no Fundo do Mar" "Kaitei no Bohyō (海底の墓標)"                                          | 10 de março de 1983     |
| 24 | "Que Tal um Robô?" "Robotto wa Ikaga? (ロボットはいかが?)"                                         | 17 de março de 1983     |
| 25 | "Cobra Está Morto?" "Kobura ga Sinda!? (コブラが死んだ!?)"                                         | 24 de março de 1983     |
| 26 | "Depois da Guerra" "Senka no Kanata ni (戦火の彼方に)"                                             | 31 de março de 1983     |
| 27 | "O Imperador do Mal! Salamander" "Aku no Teiō! Saramandā (悪の帝王!サラマンダー)"                  | 7 de abril de 1983      |
| 28 | "A Vingança do Furioso Cobra" "Kobura Ikari no Hōfuku e (コブラ怒りの報復へ)"                      | 21 de abril de 1983     |
| 29 | "O Homem do Polo Norte de Sangue Quente" "Kyokuhoku no Otoko Atsuki Chi Yo (極北の男・熱き血よ)"   | 28 de abril de 1983     |
| 30 | "O Método para Derrotar Salamander" "Saramandā o Taosu Hō (サラマンダーを倒す法)"                  | 12 de maio e 1983       |
| 31 | "Adeus! Meu Cobra!" "Abayo! Ore no Kobura (あばよ!おれのコブラ)"                                   | 19 de maio e 1983       |